# Kölner Athleten-Club 1882
Der Kölner Athleten-Club 1882 e. V. ist der älteste aktive Gewichtheberverein der Welt und hat seinen Sitz im Kölner Stadtteil Mülheim. Neben dem olympischen Zweikampf widmen sich seine Mitglieder auch dem reinen Kraftdreikampf.

## Vereinsgeschichte
Gegründet wurde der Verein am 14. Juni 1882 im Restaurationssaal des Circus Carré unter dem Namen Kölner Athleten-Klub. Am 1. November 1882 fand die erste Generalversammlung statt, in der der erste Vorstand, bestehend aus Franz Beenen als erstem Vorsitzenden und Jakob Zimmermann als Schriftführer, gewählt wurde.
In den Anfangsjahren stellten die Mitglieder ihre eigenen Gewichte und Hanteln dem Verein zur Verfügung, geübt wurde in einem Turnsaal in der Gertrudenstraße 28 in der Kölner Innenstadt und der monatliche Beitrag betrug lediglich eine Mark. Nach halbjährigem Bestehen verzeichnete man 26 aktive Mitglieder. 1884 wurde als Übungsstätte die Bach'sche Reitbahn in der Poststraße 26 angemietet, in der neben der Schwerathletik auch Leichtathletik, Ringen und Turnen betrieben wurden. In der Generalversammlung vom 17. Dezember 1884 beschloss man, dem Sieg-Rheinischen Turngau und damit der Deutschen Turnerschaft beizutreten. Die Aufnahme erfolgte am 1. Februar 1885. Der erste Wettkampf des Kölner AC wurde am 31. Mai 1886 gegen die Athleten des örtlichen Sportvereins in Elberfeld bestritten. Die Kölner Anton Müller und Christian Schäfer errangen die jeweils ersten Preise.
Mitgründungsmitglied Rudolf Bredemeyer war 1891 Initiator eines der Vorläuferverbände des heutigen Bundesverbandes Deutscher Gewichtheber (BVDG) und 1893 wurde erstmals eine Deutsche Gewichthebermeisterschaft in einer Gewichtsklasse ausgetragen. Es gewann Jakob Schneider vom Kölner AC. 1895 verlegte der Verein seine Tagungen in die Restauration Zur Henne in der Ehrenstraße 60, 1898 in die Bierbrauerei H. Abels in der Hahnenstraße 43 und 1902 schließlich in die Altdeutsche Weinstube am Hof 14.
In seiner Blütezeit bestand der Verein aus 60 aktiven und 120 inaktiven Mitgliedern. Das Training bestand aus dienstäglichem und freitäglichem Stemmen und Ringen. Donnerstags wurden Leichtgewichtsübungen für ältere Herren angeboten. Über dies betrieb der Verein das damals beliebte Tauziehen, bei dem Heinrich Schneidereit vom Kölner AC mit der deutschen Nationalmannschaft bei den Olympischen Spielen in Athen 1906 die Goldmedaille gewann.
1924 bis 1926 hörte das Ringen im Kölner AC auf, da hierfür kein Interesse bei den Mitgliedern mehr bestand. Auch das Turnen stellte man ein und am 14. Oktober 1926 löste sich der Verein mit einem Kassenbestand von 137,25 Mark vorläufig auf. Eine kurzfristige Neuformation scheiterte an der Veruntreuung des Vereinsvermögens durch den damaligen Vorsitzenden. Die Neugründung erfolgte erst am 15. Juni 1932. Im September dieses Jahres hielt man den Kreisjugendtag ab. Im Dritten Reich war 1936 die Schwerathletik bei den Olympischen Spielen in Berlin auf dem Höhepunkt, doch danach wurde es wieder ruhig um den Kölner AC.
1967 und 1971 war der Kölner AC Westdeutscher Mannschaftsmeister, als Sieger der heutigen 2. Bundesliga. Eine Qualifikation für die 1. Bundesliga scheiterte auch in den Folgejahren immer wieder. 2006 trat der Verein aus finanziellen Gründen schließlich auch aus der 2. Bundesliga zurück und startete in der darauffolgenden Saison in der Regionalliga West. Hier wurde hinter den aus der 1. Bundesliga zurückgetretenen VfL Duisburg-Süd und AC Soest der dritte Platz belegt.
2016 lösten sich zahlreiche Kraftdreikämpfer nach Rechtsstreitigkeiten vom Kölner AC und gründeten unter dem Namen Kraftsport Colonia einen eigenen Verein. Im Jahr darauf erschütterte außerdem ein Dopingskandal den Kölner AC. Am 1. März 2017 informierte der BVDG darüber, dass bei der am 4. Februar 2017 anlässlich des Regionalligawettkampfes in Köln zwischen dem Kölner AC und dem AC Goliath Mengede durchgeführten Wettkampfkontrolle von Mostafa Nassiri, Athlet und Trainer im Kölner AC, das Vorhandensein der Substanzen Amfetamin und Metandienon (Handelsname Dianabol) nachgewiesen wurde. Infolgedessen wurde der Athlet im Hinblick auf eine mögliche Antidopingregelverletzung vorläufig suspendiert. Am 24. April 2017 wurde Nassiri wegen Verstoßes gegen Artikel 2.1 der Antidopingordnung des BVDG zu einer Wettkampfsperre von vier Jahren verurteilt.
International erfolgreichster Sportler der jüngeren Geschichte in den Seniorenkategorien über 60 Jahren ist mit dem Gewinn von fünf Weltmeistertiteln, acht Weltrekorden, 80 deutschen Rekorden sowie der Goldmedaille bei der Masters-Olympiade 1994 im australischen Brisbane Hans Ehlenz.
Erfolgreichster Athlet in der Teildisziplin des RAW-Bankdrücken ist Walter Kurda, unter anderem mit 26 nationalen und elf internationalen Titeln in der offenen Klasse und bei den Masters. Außerdem ist er der erste über 60-Jährige, der im Wettkampf 200 kg und 210 kg erreicht hat. Darüber hinaus konnte auch Sepp Pohlkötter 1999 und 2007 einen Deutschen Meistertitel im Bankdrücken bei den Masters erringen.
In den Räumlichkeiten der ehemaligen Spulenfabrik des Carlswerks bietet der Kölner AC seinen Mitgliedern auch offene Fitnesskurse an, Seminare mit internationalen Gastdozenten wie Dmitri Klokow runden das Angebot ab.

## Sportliche Erfolge (Auswahl)
- 1893: Jakob Schneider wird erster Deutscher Meister der Gewichthebergeschichte
- 1903: Heinrich Schneidereit wird Vizeweltmeister in Paris
- 1906: Goldmedaille im Tauziehen für Heinrich Schneidereit mit der Nationalmannschaft sowie zwei Bronzemedaillen im Gewichtheben bei den 1906 in Athen ausgetragenen Olympischen Spielen
- 1906: Heinrich Schneidereit wird Weltmeister aller Klassen im Gewichtheben im französischen Lille sowie Weltmeister in der neu geschaffenen Schwergewichtsklasse über 80 kg
- 1993: Heinrich Bartsch wird im tschechischen Sokolov Masters-Europameister.
- 2006: Susanne Küttler wird Masters-Europameisterin in Heinsheim